# 最后的守护者
《最后的守护者》（又译作，中国大陆官方译为）是一款由ICO小组、genDESIGN与索尼电脑娱乐日本工作室联合开发制作的动作冒险游戏，最終于2016年12月6日上市，由PlayStation 4平台独占。正式發布前以Project Trico的名义被外界所熟知，该游戏的监督是上田文人，此前曾监督了《ICO》以及《汪达与巨像》两部作品，本作被认为和这两部作品有相似的世界设定、影像风格以及游戏設計。

## 开发与发行
《食人巨鷹 TRICO》开始立项开发于2007年，在2009年的E3电玩游戏展上正式公布并且发布了预览动画并当时计划将于2011年发售。不过此后关于本作的消息逐渐减少；在此期间，本作的制作人上田文人从索尼电脑娱乐辞职也使得本作一度被传出停止开发的消息，不过索尼官方都予以了否认。
索尼电脑娱乐总裁吉田修平表示《食人巨鷹 TRICO》没有取消开发，并暗示可能在Playstation 4上推出。
2014年的E3游戏展期间，面对本作再次被取消的流言和报道， 吉田修平再次表示「如果我们取消了《食人巨鷹 TRICO》的开发，我们会让玩家们知道。」
2015年E3索尼展前发布会上，索尼電腦娛樂（现索尼互动娱乐）正式宣布将在2016年于PlayStation 4平台推出《食人巨鷹 TRICO》，游戏开发工作也交由新成立的游戏工作室genDESIGN负责。2016年E3索尼展前發表會，索尼互动娱乐正式宣布發售日為2016年10月25日；但之后再次延期到12月6日。

## 劇情
無名的少年因為遇難昏迷，醒來時發現自己位於從未見過的未知領域，身旁還有一頭受傷的貌似貓科似犬，但是又長著巨大翅膀的巨鷹Trico。剛開始他們並不和睦，但經過一次又一次的冒險及考驗，慢慢的產生信任及友誼。在某次的戰鬥中，少年意外看到了Trico的記憶，而且隨著一人一獸在未知地區的冒險，他逐漸發現了一切的真相。